# Ronaldo Azeredo

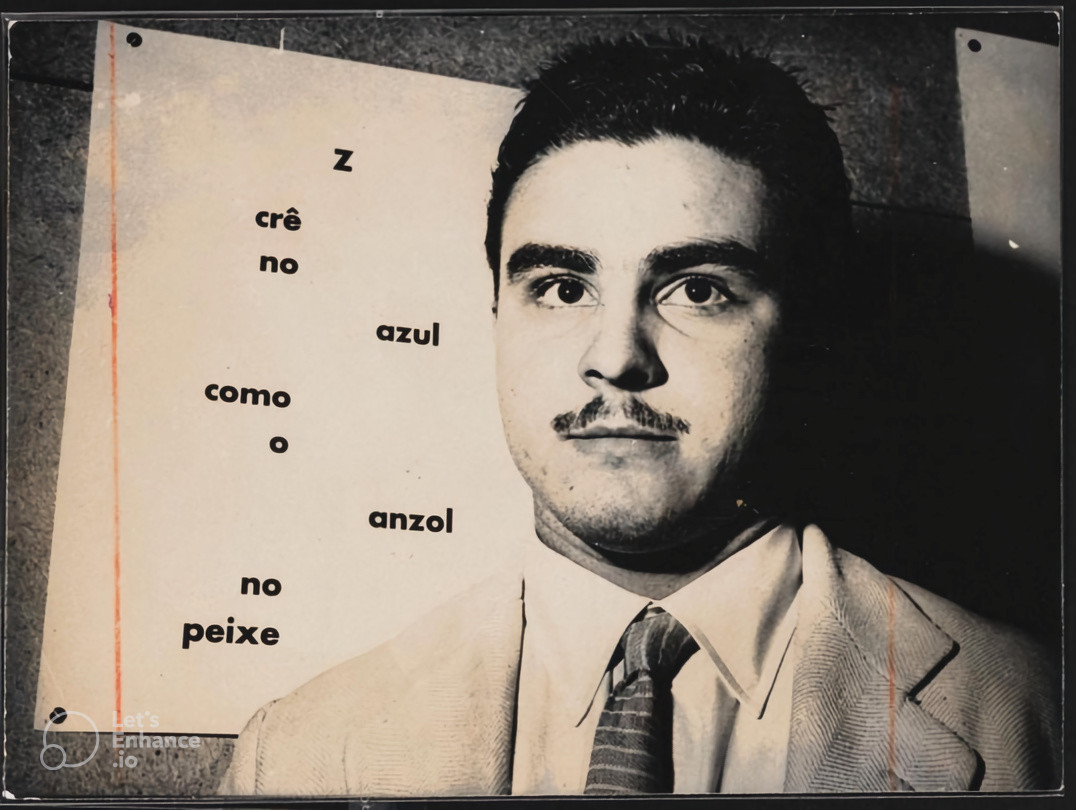
Ronaldo Azeredo em frente a seu poema "Z" na 1a exposição nacional de arte concreta MAM-SP, outubro de 1956

Ronaldo Azeredo (Rio de Janeiro, 1937 - São Paulo, 2006) foi um poeta brasileiro, considerado um dos pioneiros da poesia concreta mundial, o mais jovem dos poetas concretos de São Paulo (grupo Noigandres) e o único que inicia sua obra escrevendo poemas já sem versos.
Na juventude, conhece, por intermédio de sua irmã Lygia Azeredo (1931), esposa do poeta Augusto de Campos (1931), as primeiras obras dos poetas concretos de São Paulo.
Em 1956, na passagem de seus 19 para 20 anos, participa com poemas de sua autoria (a água, A e Z)  da Exposição Nacional de Arte Concreta, que acontece no Museu de Arte Moderna de São Paulo (MAM-SP) e, no ano seguinte, no prédio do Ministério da Educação e Saúde no Rio de Janeiro.

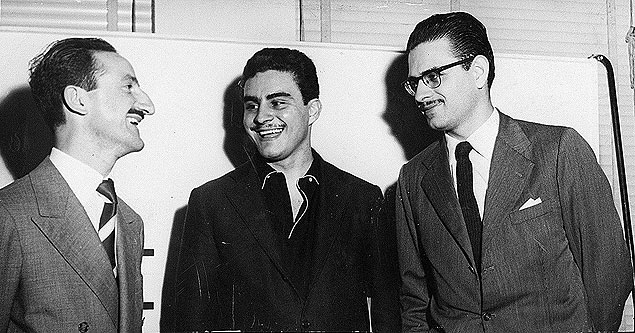
Décio Pignatari, Ronaldo Azeredo e Augusto de Campos no Ministério da Educação do Rio de Janeiro em fevereiro de 1957

Na ocasião destas exposições é lançado o terceiro número da revista Noigandres, do grupo de poetas homônimo, composto por  Décio Pignatari, Haroldo de Campos, Augusto de Campos e, a partir desse terceiro número, Ronaldo Azeredo e José Lino Grünewald.
Em 1958, já no quarto número da revista Noigandres, Ronaldo publica os seus 3 poemas até hoje mais conhecidos, os minimalistas: "ruasol", "oesteleste" e “velocidade” – este, como lembra Augusto em seu texto "Resiste Ro" (1985), "um 'hit' internacional, incluído em muitas antologias, como The best of modern poetry (Pocket Books, 1973), organizada por Milton Klonsky, que registra: “He came to Concrete Poetry directly, without ever having written traditional poetry”.
Participa ainda da Antologia Noigandres de 1962, e, entre 1962 e 1967, contribui na revista Invenção, organizada pelos mesmos concretistas paulistas com participação de outros poetas como Pedro Xisto (1901-1987) e Edgar Braga (1897-1985). Em Invenção publica prosa inventiva, poemas concretos com conteúdo político e poemas semióticos sem o uso de palavras.
Nas décadas seguintes, Ronaldo Azeredo continua sua pesquisa estética, produz, poemas-mapa, poemas-quebra-cabeça e poemas-partituras (com Gilberto Mendes), poemas com tecido (Panagens, de 1975, com arte final de sua esposa Amedéa Azeredo). Em suma, segue realizando trabalhos recorrendo a parceria de diversos artistas como Julio Plaza, Hermelindo Fiaminghi, Luiz Sacciloto, Walter Silveira entre outros.
Durante a década de 1970, frequenta o ateliê do artista plástico Alfredo Volpi (1896-1988), o maior financiador da obra independente de Ronaldo. Já em 1985, o poeta Augusto de Campos publica o ensaio “Resiste, Ro” sobre a poesia de Ronaldo Azeredo, texto que sai como introdução da primeira antologia de poemas de Ronaldo publicada também em 1985, edição realizada por Marcelo Tápia e Ruy Pereira, intitulado Pensamento Impresso, e é até hoje a maior referência de ensaio sobre Ronaldo.
Em 2005, concede sua primeira entrevista para o site Trópico depois de 50 anos de carreira. Morre no ano seguinte.

## Lista de trabalhos/poemas:
ro 1954
a água 1956
a 1956
z 1956
é claro 1956
choque 1956
tictac 1956
comovido 1957
velocidade 1957-58
ruasol 1957
oesteleste 1957
solitário solidário 1959
hora h 1959
corpo a corpo 1960
portões abrem 1961
na boca do lobo 1961
labor torpor 1964
o sonho e o escravo 1966
‘mulher de pérolas’ 1971
‘é dificílimo predizer o destino disso...’ 1972
‘automação X paisagem’ 1973
pensamento impresso 1974
‘panagens’ 1975
‘labirintexto’ 1976
armar 1977
céu mar 1978
sonhos dourados 1982
casa de boneca 1984
enquanto durou 1984
noitenoitenoite 1989-91
‘pão de açúcar’ 1999
lá bis os dois 2002
sinto 2005